# ザクセン選帝侯領

ザクセン選帝侯領
Kurfürstentum Sachsen (ドイツ語)

ザクセン選帝侯領の位置

ザクセン選帝侯領（ザクセンせんていこうりょう、ドイツ語: Kurfürstentum Sachsen）は、神聖ローマ帝国の領邦国家である。クーアザクセン（Kursachsen）とも呼ばれる。1356年の金印勅書により、神聖ローマ皇帝カール4世がザクセン＝ヴィッテンベルク公爵を選帝侯に指定したことで成立した。選帝侯領は1806年にザクセン王国となった。

## 形成期
中世のザクセン公国が崩壊した後、新たに「ザクセン」を名乗ったのはエルベ川沿岸の都市ヴィッテンベルクを本拠とする小規模な公爵領であった。この公爵領はブランデンブルク辺境伯領の創設者であるアルブレヒト熊伯の息子の一人ベルンハルト3世に与えられた。ベルンハルト3世の息子のザクセン公アルブレヒト1世はホルシュタイン地方のラウエンブルクにも支配権を拡大したが、アルブレヒト1世の息子達はザクセン公国をザクセン＝ヴィッテンベルクとザクセン＝ラウエンブルクの2つに分割した。
1356年、神聖ローマ皇帝カール4世がローマ王の選挙方法に関する基本法を定めた金印勅書を発布した際、ザクセン＝ヴィッテンベルク公爵は7人の国王選挙人、つまり選帝侯の一人とされた。これにより、ザクセン＝ヴィッテンベルクは小規模な領土しか持たないものの、大きな政治的影響力を獲得した。世俗の選帝侯の地位は長子相続が定められており、分割相続により領土の拡散を妨げる効果を持ったため、ザクセン＝ヴィッテンベルクを含む選帝侯領は、選帝侯位を有さない他の大多数のドイツ諸領邦とは違い、細分化と崩壊に苦しむことはなかった。
ザクセン＝ヴィッテンベルクのアスカーニエン家が1422年に絶えると、神聖ローマ皇帝ジギスムントはザクセン選帝侯位とその領土をヴェッティン家のマイセン辺境伯だったフリードリヒ1世に与えた。ヴェッティン家は1089年にマイセン辺境伯領を、1247年にテューリンゲン方伯領を獲得していた。このためマイセン辺境伯領、テューリンゲン方伯領がザクセン選帝侯領と同君連合を結ぶことになり、以後は3者が一纏めにされて「ザクセン」と呼ばれるようになる。
フリードリヒ1世の孫の選帝侯エルンストとアルブレヒト3世（勇敢公）の兄弟は、1485年8月26日のライプツィヒ協定により、ヴェッティン家の領土をエルネスティン系とアルベルティン系に分割した。エルネスティン家の始祖である兄の選帝侯エルンストはザクセン＝ヴィッテンベルク公国と選帝侯位、及びテューリンゲン方伯領を確保し、アルベルティン家の始祖である弟のアルブレヒト3世はマイセン辺境伯領を与えられた。16世紀に選帝侯位及び領土の大半を没収されるまでは、エルネスティン家がアルベルティン家に対し圧倒的な優位を誇っていた。

## 宗教改革

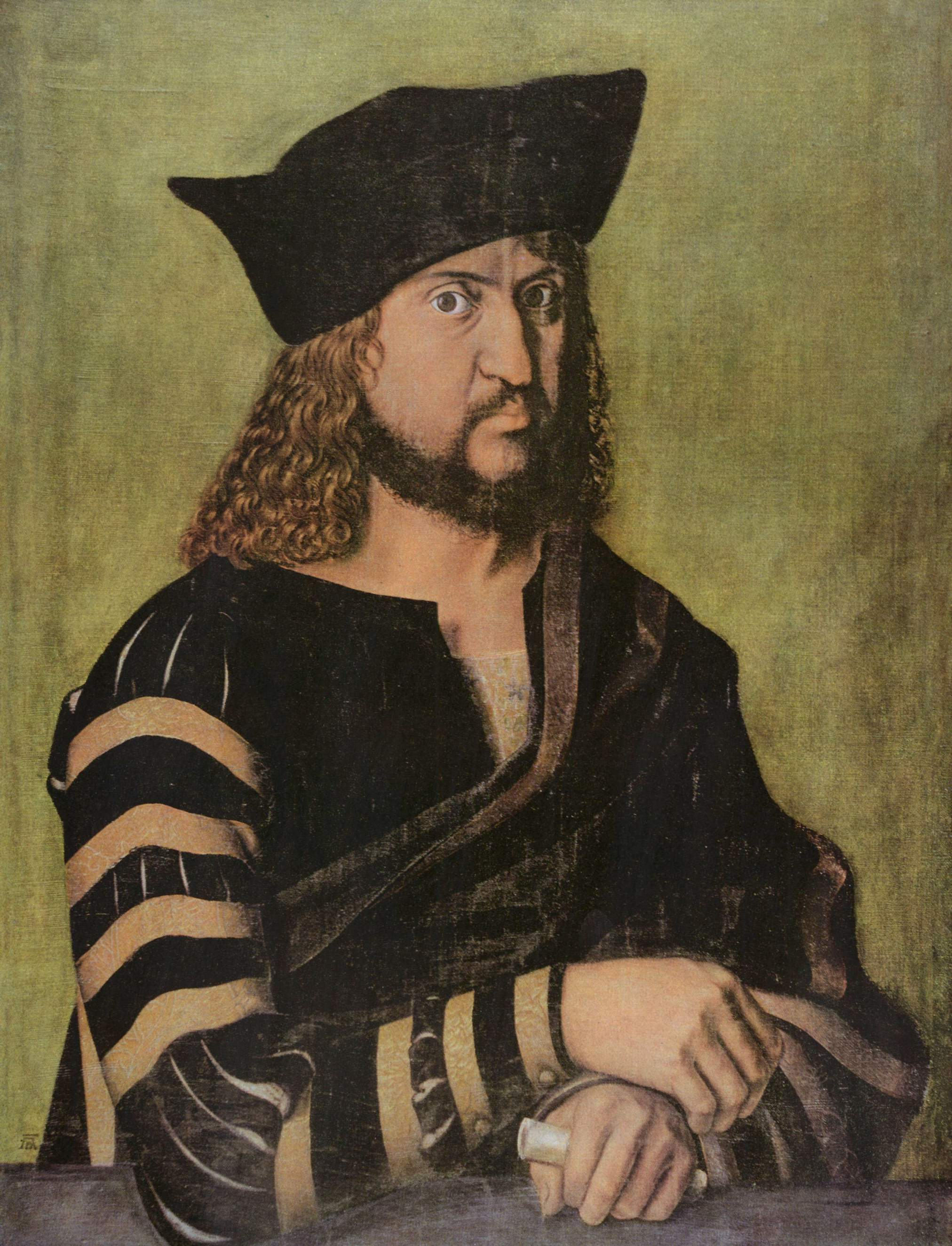
ザクセン選帝侯フリードリヒ3世

16世紀に始まったプロテスタント運動は、ザクセン選帝侯の保護下で推進されることになる。ザクセン選帝侯フリードリヒ3世（賢公）は1502年にヴィッテンベルク大学を創設し、1508年にアウグスティノ会の修道士マルティン・ルターを同大学の哲学教授、およびヴィッテンベルク城内教会の説教師に任命した。1517年10月31日、ルターは95ヶ条の論題を教会の扉に張り付け、贖宥状の販売などのローマ・カトリック教会の慣行を批判し、いわゆる宗教改革を始めた。フリードリヒ3世は当初はルターの主張の支持者にはならなかったが、ルターを自分の保護下に置いた。選帝侯のとりなしで、ルターは1518年に教皇レオ10世に召喚を受けることが出来たし、1521年のヴォルムス帝国議会出席の際も選帝侯はルターに皇帝からの安全通行の保障を取り付けてやった。ルターがヴォルムスで帝国アハト刑を科せられると、フリードリヒ3世はルターをテューリンゲンのヴァルトブルク城に匿った。
ルターの教説は最初にザクセンで広まった。1525年、フリードリヒ賢公は亡くなり、弟のヨハン（不変公）が後を継いだ。ヨハンは既に熱心なルター派の信徒で、教会に対する自らの権威を行使して、領内の教会にルター派の宗教信条を採用し、カトリックの宗教信条を守る聖職者を追放し、ルターの考案した典礼を行わせた。ヨハンは1531年、宗教改革に反対する神聖ローマ皇帝カール5世の圧迫に対抗して共同でプロテスタントの大義を守るため、他の大勢のプロテスタント諸侯と一緒にシュマルカルデン同盟を結成した。
1532年にヨハンが死ぬと、選帝侯位はその長男のヨハン・フリードリヒ（寛大公）に受け継がれた。ヨハン・フリードリヒは父と同様にシュマルカルデン同盟の指導的諸侯の一人であり、1542年にナウムブルク司教領を占拠し、マイセン司教領とヒルデスハイム司教領を攻撃して同司教領の世俗財産を強奪した。ザクセン選帝侯領ではカトリック信仰は厳しく弾圧され、カトリックの教会や修道院は略奪の対象になった。しかしヨハン・フリードリヒは1547年4月24日、エルベ河畔のミュールベルクの戦いで皇帝カール5世に敗れ、捕虜となった。5月19日のヴィッテンベルクの降伏文書の調印により、ヨハン・フリードリヒはザクセン選帝侯位及びザクセン＝ヴィッテンベルク公国を、皇帝与党であるアルベルティン系のザクセン公モーリッツに譲渡させられた。

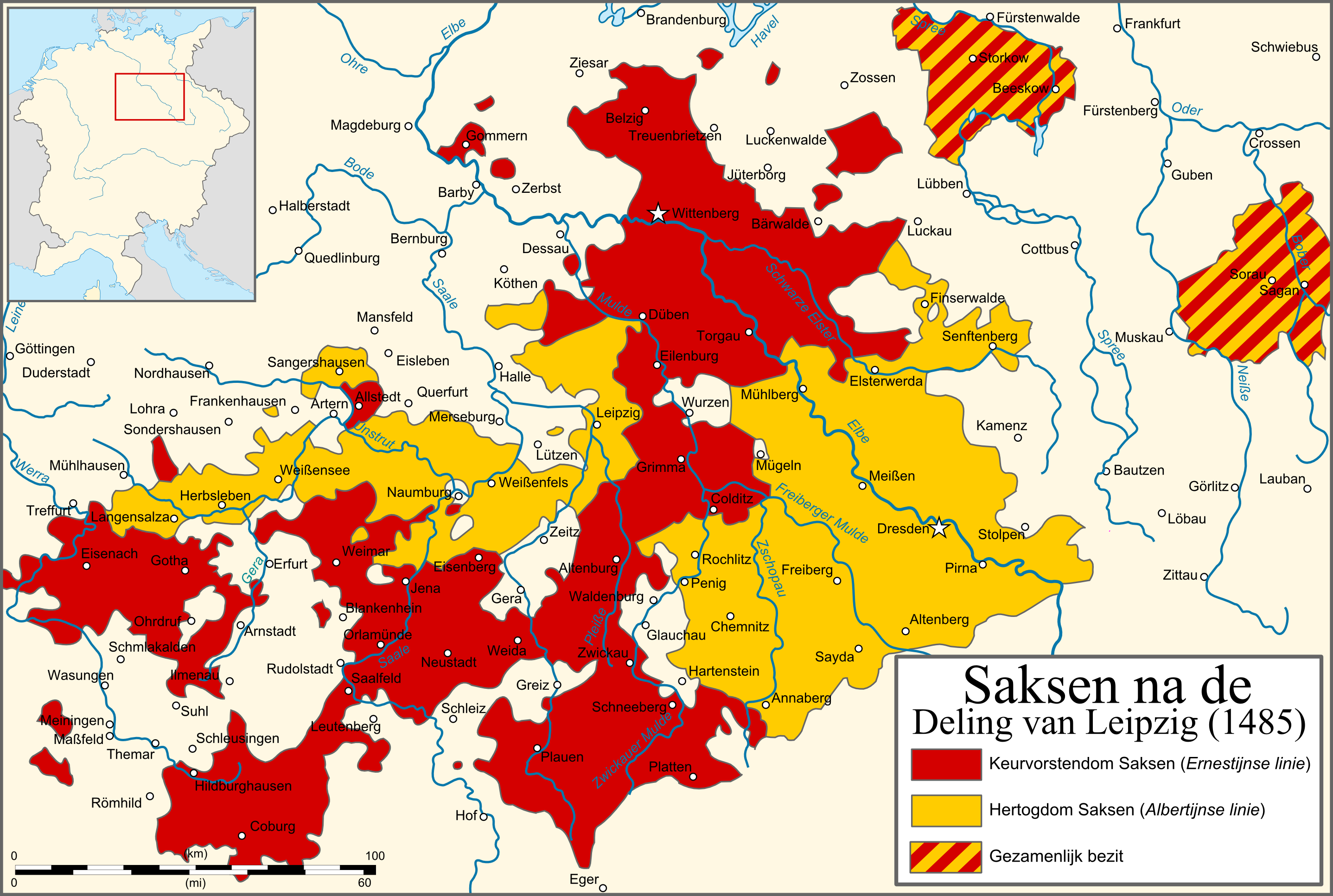
1485年のライプツィヒ条約以後のザクセン

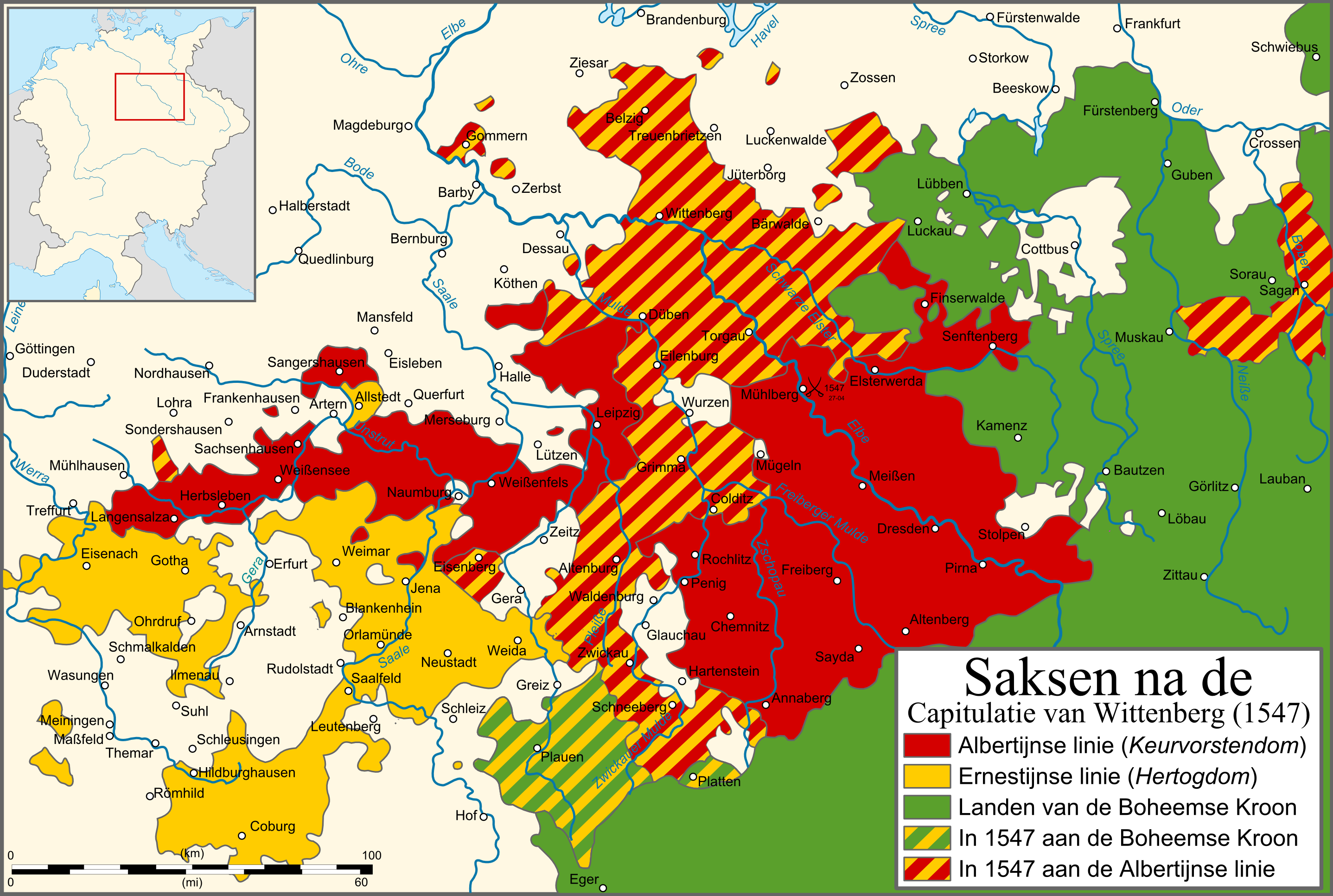
1547年のヴィッテンベルクの降伏以後のザクセン

ヴィッテンベルクの降伏後、エルネスティン系ヴェッティン家に残された領土はテューリンゲン方伯領のみであり、それも分割相続の繰り返しのために微細な小公国の群れへと転落した。テューリンゲンの小公国群は第一次世界大戦直後のドイツ革命で最終的に消滅した。1918年の革命まで残存したのは、エルネスティン家嫡系のザクセン＝ヴァイマル＝アイゼナハ大公国、及びザクセン＝マイニンゲン、ザクセン＝アルテンブルク、ザクセン＝コーブルク＝ゴータの3公国であった。
アルベルティン系ザクセン公国では、1500年のアルブレヒト3世の死後は長男のゲオルク（髭公）が後を継いだ。ゲオルクはルター派教会の強大な敵対者であり、カトリック教会の利益を図って従兄であるエルネスティン系のザクセン選帝侯達に、ルターに加担しないよう執拗に説得を図った。しかしゲオルクの後継者で弟のハインリヒ4世（敬虔公）は妻の影響ですでにプロテスタントに改宗しており、アルベルティン系ザクセン公国（マイセン辺境伯領）でもカトリック教会体制は廃止された。
ハインリヒ4世の息子で1541年に家督を継いだモーリッツは、宗教改革期のドイツにおいて最も著名な人物の一人である。モーリッツは熱心なプロテスタント信徒でありながらも、自らの支配領域を拡大する野心を抱いてカール5世の与党となり、シュマルカルデン同盟に敵対した。1547年のヴィッテンベルクの降伏により、モーリッツはザクセン＝ヴィッテンベルク公国とザクセン選帝侯位を獲得し、ザクセン選帝侯領はヴェッティン家のアルベルティン系のもと、新たにザクセン＝ヴィッテンベルクとマイセン辺境伯領から構成されるようになった。しかしモーリッツは神聖ローマ帝国のプロテスタント諸侯の頭目になる野心に突き動かされ、エルネスティン系からテューリンゲンを奪い取ることを許されなかった不満も手伝って、皇帝の陣営から離反した。
モーリッツは1551年にフランス国王アンリ2世と同盟を結び、ロレーヌ地方のヴェルダン、トゥール、メッスの3司教領をフランスに譲渡し、反皇帝派の諸侯達と結んでカール5世に対する陰謀を計画した。モーリッツの謀反で窮地に陥ったカール5世は翌1552年、パッサウ条約によりプロテスタント領邦に信教の自由を認めた。
モーリッツは1553年に32歳でブランデンブルク＝クルムバッハ辺境伯アルブレヒト・アルキビアデスとの戦いで戦死（第二次辺境伯戦争）、弟で後継者のアウグストはメルゼブルク、ナウムブルク及びマイセンの司教領を廃止し、自らの領土に組み込んだ。1561年に最後のカトリックのメルゼブルク司教が死ぬと、カール5世の弟フェルディナント1世は次の司教を任命することを要求した。アウグストはこれに対して自分の嫡男アレクサンダー（Alexander von Sachsen）を司教区監督者に任命し、息子の死後は自らが同司教区の監督者となった。アウグストは他の司教領でもカトリック信徒の司教が死ぬごとに、司教区を廃止してカトリック信徒の宗教活動を禁じた。

## 三十年戦争

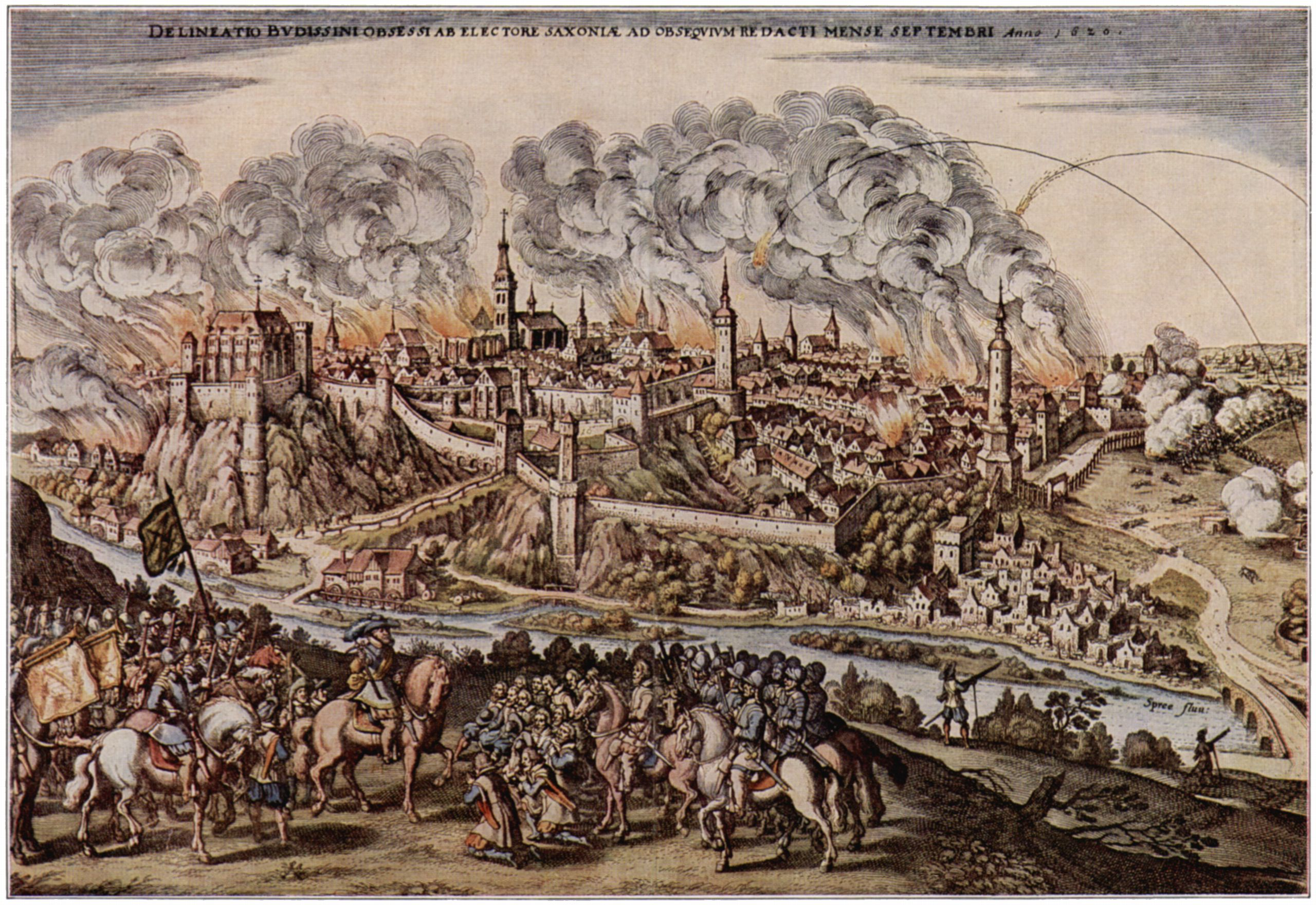
1620年、皇帝の治めるボヘミアの都市バウツェンを包囲する選帝侯ゲオルク1世

アウグストとその息子クリスティアン1世の下で、ザクセン選帝侯領ではプロテスタントのより自由な活動が許され、領内では隠れカルヴァン主義 (en) が流行した。しかし三十年戦争前夜のクリスティアン2世の治世、隠れカルヴァン派の信仰を普及させた宰相のニコラウス・クレル (en) は更迭・斬首され、選帝侯領には厳格なルター派宗教体制が復活した。
次のヨハン・ゲオルク1世（在位：1611年 - 1656年）の長い治世に、ドイツでは三十年戦争が勃発した。ヨハン・ゲオルク1世は当初、中立を維持してスウェーデン国王グスタフ2世アドルフの参戦の打診にも応じなかったが、皇帝軍の指導者ティリー伯爵がザクセン領内に進軍すると、プロテスタント側に立って戦うことになった。しかし1632年にグスタフ2世アドルフが戦死、1634年のネルトリンゲンの戦いの後、1635年に結ばれたプラハ条約で、ヨハン・ゲオルク1世は皇帝側と和解した。この条約により、ザクセン選帝侯はボヘミア王の封土という形で上下のラウジッツ辺境伯領を与えられることになった。しかしスウェーデン軍はザクセンを裏切り者と見なし、10年の間ザクセン選帝侯領で掠奪を行った。1648年のヴェストファーレン条約では、ザクセン選帝侯はその支配領域をエルベ川下流域より先に拡大することを永久に禁止され、ライバル関係にあったブランデンブルク＝プロイセンの優位を認めることを余儀なくされた。
1653年、ザクセン選帝侯は帝国議会におけるプロテスタント諸侯団（Corpus Evangelicorum）の団長とされ、神聖ローマ帝国におけるプロテスタント諸侯連合の指導者となった。17世紀後半のザクセン選帝侯たちの治下では、宗教問題はさして重要な問題にはならなかった。厳格なルター派教会が体制宗教とされ、他の宗派の活動は禁止されていた。17世紀半ば、ザクセンにはプロテスタント体制に移行して以来初めてカトリック信徒のイタリア商人たちが移住してきた。彼らは首都のドレスデンと最も商業活動の盛んなライプツィヒに住んだが、カトリックの宗教活動は禁止されていた。

## 18世紀

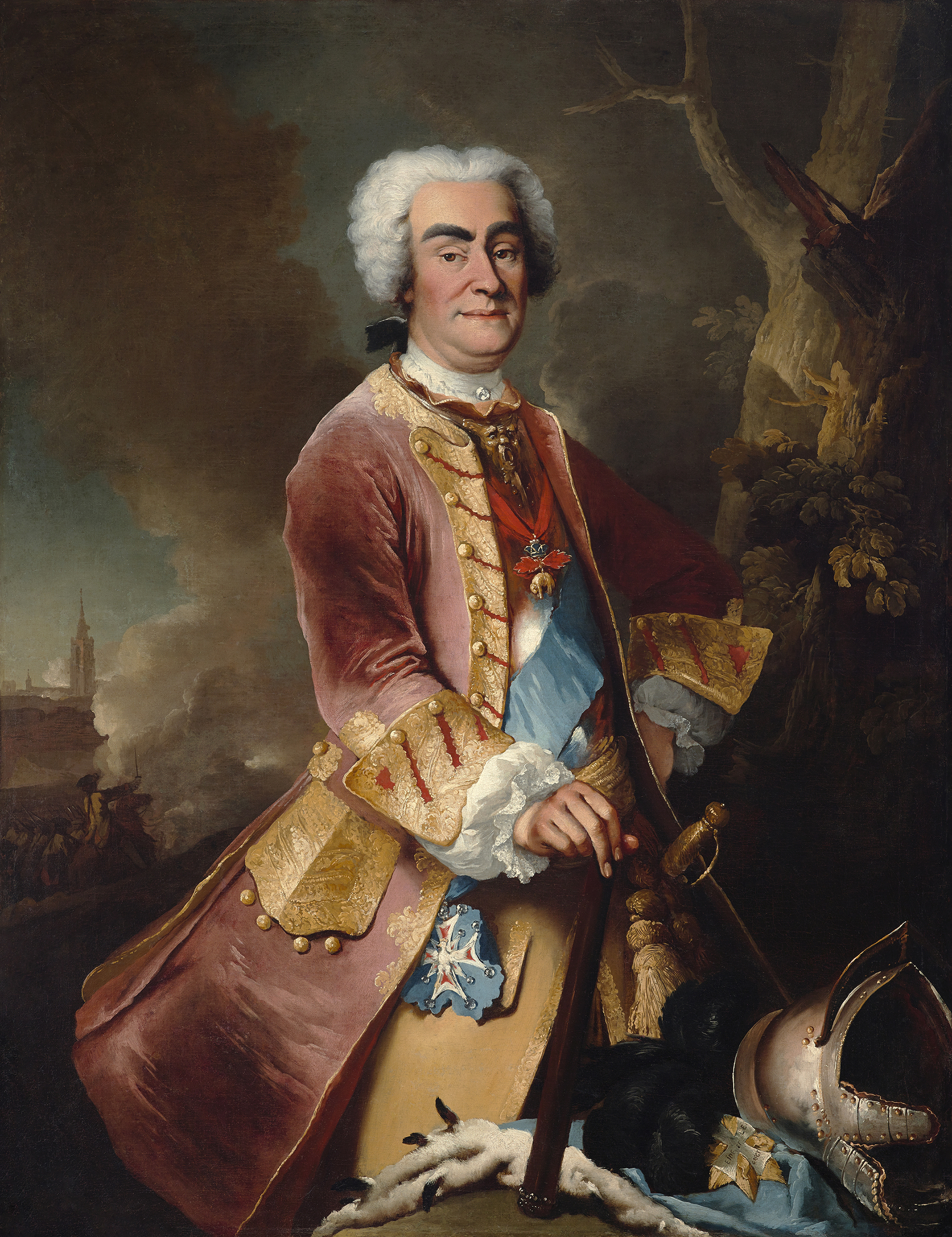
ザクセン選帝侯フリードリヒ・アウグスト1世/ポーランド国王アウグスト2世

1697年、選帝侯フリードリヒ・アウグスト1世は、ポーランド・リトアニア共和国の国王選挙に出馬する資格を得るためカトリックに改宗し、同年にポーランド国王に選出された。選帝侯の改宗により、首都ドレスデンに限ってカトリック教区の設置と私的なカトリック信仰が許されることになった。選帝侯のカトリック改宗は、ルター派の領民たちの間にザクセンの体制宗教がカトリックに戻されるのではないか、という強い不安を生んだ。このためフリードリヒ・アウグスト1世は、ザクセン選帝侯領のルター派領邦教会の首長としての地位を選帝侯の枢密院（プロテスタントのみで構成される決まりであった）に委ねた。これ以後、歴代のザクセン選帝侯はカトリックでありながら、1806年まで帝国議会のプロテスタント諸侯団団長を務め続けることになる。
フリードリヒ・アウグスト1世は、ポーランド・リトアニア共和国の君主に選出されたが、すぐに対スウェーデンの北方同盟（1699年）に参加し、翌1700年に大北方戦争が開始された。1706年、共和国はスウェーデンに敗北、フリードリヒ・アウグスト1世はザクセン選帝侯領に逃亡した。これを追ってスウェーデン軍はシレジアを通過してザクセンに侵攻した。フリードリヒ・アウグスト1世は、9月24日（瑞暦9月14日）にスウェーデンとアルトランシュテット条約を結び、選帝侯位は維持したものの、ポーランド王位及びリトアニア大公位を放棄して戦争から脱落した。この時、スウェーデンと西欧の外交官が接触したり、他国は中立・同盟を結ぶなど、ザクセンは無視された形となった。翌1707年にスウェーデンはロシア遠征のため、一年いたザクセンからようやく立ち去った。1709年にスウェーデンがロシアでポルタヴァの戦いに敗れた後、フリードリヒ・アウグスト1世は、再びポーランド王及びリトアニア大公に返り咲いた。しかしこれは、同盟国ロシアの援助によるものだった。
フリードリヒ・アウグスト1世の息子フリードリヒ・アウグスト2世も、世継ぎ公子だった1712年にカトリックに改宗した。ヴェッティン家が一族全体でカトリック信徒となったことは、ルター派の領民達を激しく憤激させる恐れがあったため、世継ぎ公子の改宗は1717年まで秘匿されていた。ザクセンはカトリック信徒を君主とするプロテスタント領邦というねじれ状態に陥ったが、領内の少数のカトリック信徒は依然として市民権を認められなかった。1733年にフリードリヒ・アウグスト1世が死去すると、フリードリヒ・アウグスト2世は選帝侯位を継承するが、同時にポーランド王位を要求した。これによりポーランド継承戦争が勃発し、ロシア皇帝と神聖ローマ皇帝の支持を受けた。2年に及ぶ戦争の後、晴れてポーランド王位を獲得し、ザクセンと共和国は再び同君連合となった。
1756年、ザクセンは七年戦争に巻き込まれ、プロイセン軍がザクセン領内に進攻して首都ドレスデンを占領した。ザクセン軍はピルナ包囲戦でプロイセン軍に完敗して降伏した。この時逃亡した大勢のザクセン兵士達はその後、ザクセンの独立回復のために戦った。1763年のフベルトゥスブルク条約により、ザクセンはようやく独立を取り戻した。1763年10月、フリードリヒ・アウグスト2世は死去し、息子フリードリヒ・クリスティアンがザクセン選帝侯を継承するも、同年12月に急死した。これにより、アルベルティン系ヴェッティン家はポーランド王位及びリトアニア大公位を失った。1806年、フランス皇帝ナポレオンがプロイセンとの戦争を始めた時、ザクセンは当初はプロイセンに味方したものの、やがてナポレオン軍の同盟者となってライン同盟に参加した。1806年、選帝侯フリードリヒ・アウグスト3世はザクセン王を名乗り、ザクセン選帝侯領はザクセン王国となった。